# Esdeveniment d'Azolla

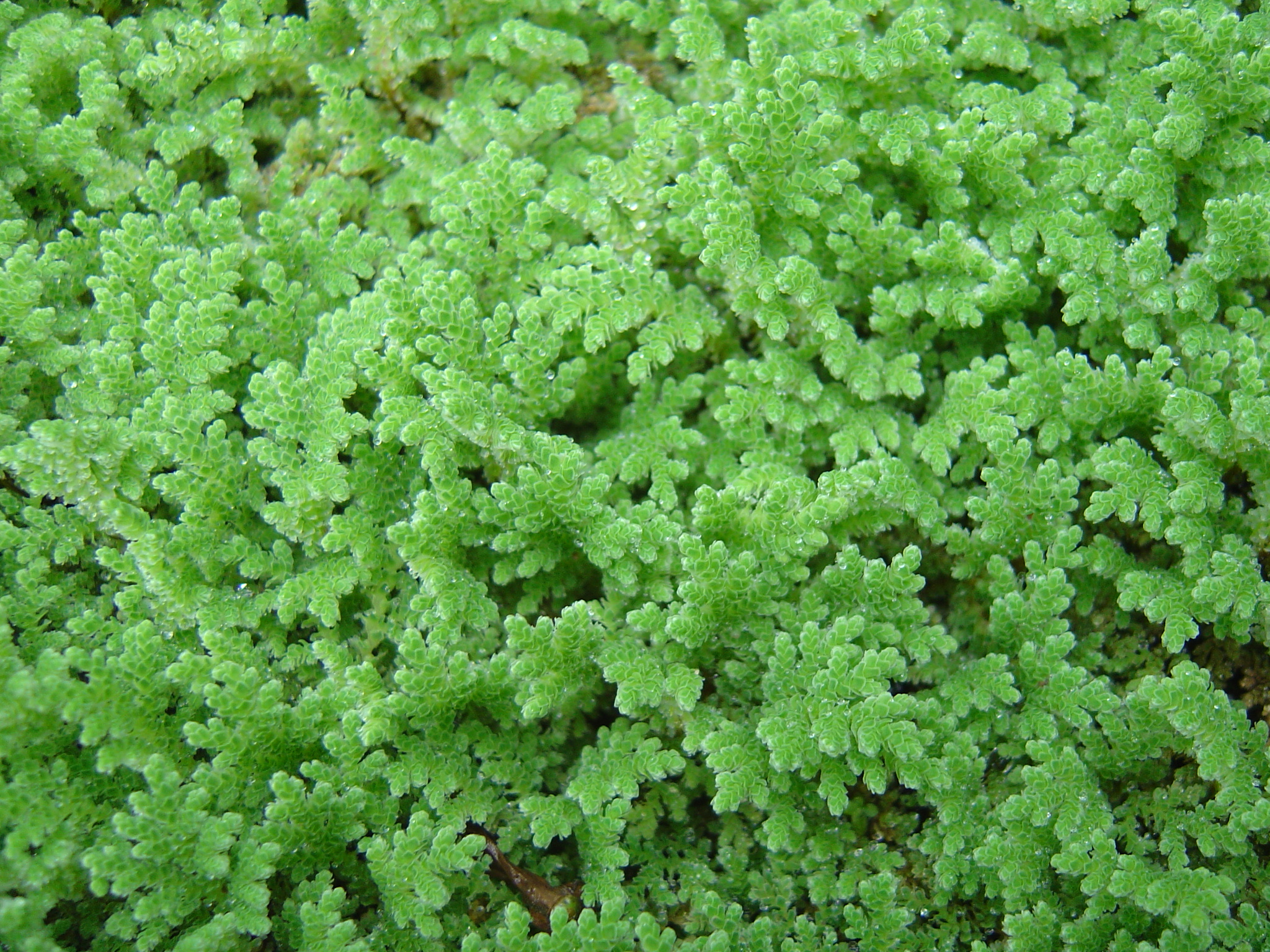
La falguera moderna Azolla filiculoides. Plantes similars podrien haver dut la Terra a l'estat glacial actual.

L'esdeveniment d'Azolla fou un refredament global que tingué lloc a principis de l'Eocè, fa uns quaranta-nou milions d'anys, quan la falguera d'aigua dolça Azolla va cobrir tota la superfície de l'oceà Àrtic durant uns 800.000 anys.
A mesura que les plantes s'enfonsaven al fons marí, incorporant-se als sediments es va produir una disminució de la quantitat de diòxid de carboni a l'atmosfera terrestre. Aquest fet contribuí a un refredament de la Terra des d'un estat de Terra hivernacle fins a una Terra magatzem de gel que ha estat des d'aleshores.

## Azolla

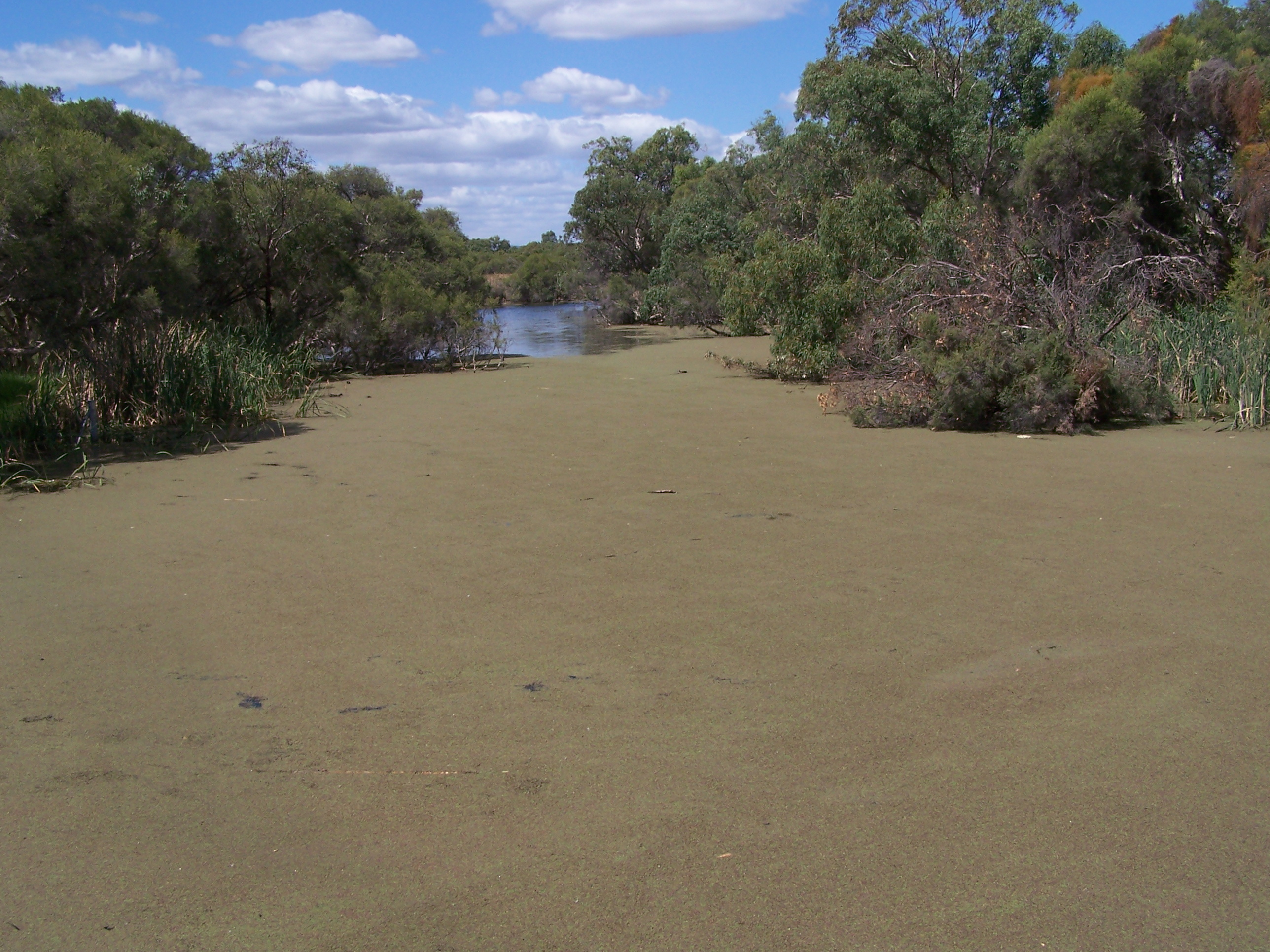
Azolla cobrint el riu Canning, Austràlia.

Azolla és una falguera d'aigua dolça que flota i que actualment es troba en climes temperats i tropicals de tot el món. És una de les plantes que creix més de pressa i forma una relació de simbiosi amb els cianobacteri Anabaena azollae. Aquest bacteri és capaç de fer la fixació del nitrogen i Azolla li proporciona protecció i una font segura de carboni. L'únic límit per la utilització del nitrogen atmosfèric per Azolla és el fòsfor.
A l'inici de l'Eocè el clima era relativament càlid i als Pols de la Terra hi havia a l'estiu al voltant de 20 h de llum al dia podent així Azolla duplicar la seva biomassa en un parell de dies.
Al contrari que en l'actualitat, durant l'Eocè la configuració del planeta estava disposada de manera que l'Àrtic es trobava gairebé completament aïllat dels altres oceans i els corrents actuals no existien i l'oceà formava una columna d'aigua estratificada similar a la de l'actual Mar Negra.
Les altes temperatures i els intensos vents fomentaren l'augment de l'evaporació, cosa que va fer elevar la densitat de l'oceà, i les elevades precipitacions provocades, subministraren grans quantitats d'aigua dolça menys densa, donant lloc a molts ius que reduïren la salinitat de l'oceà. Això va provocar la formació d'una capa d'aigua dolça de menor densitat sobre la superfície oceànica.

### Expansió i fossilització
Com que Azolla només necessita uns pocs centímetres d'aigua dolça per a sobreviure, aquesta falguera colonitzà ràpidament l'oceà Àrtic. A més l'espessa capa d'Azolla que es va formar provocà una important manca d'oxigen en les fondàries i per això es va reduir les concentracions de compostos de ferro i van proporcionar més disponibilitat de fòsfor, que era l'element que limitava el creixement d'Azolla,
Quan les falgueres moriren i van quedar sepultades al llit marí l'oxigen va ser escàs. i la descomposició de les falgueres sepultades en els sediments es va veure dificultada i va passar a fossilitzar-se enterrant el seu carboni sota el sòl dels oceans

### Final de l'esdeveniment
L'esdeveniment va acabar amb l'extermini progressiu d'aquestes falgueres, causada principalment per la intrusió de l'aigua dels mars i oceans adjacents. Això va fer augmentar la temperatura a l'Oceà Àrtic en uns 10 °C durant l'esdeveniment i fins a 13 °C després d'ell, amb això augmentà la salinitat matant les falgueres. També va augmentar la temperatura per un increment temporal del transport de calor des del sud i en les concentracions de gasos hivernacle, l'fecte es va incrementar per la retroalimentació.

## Proves geològiques

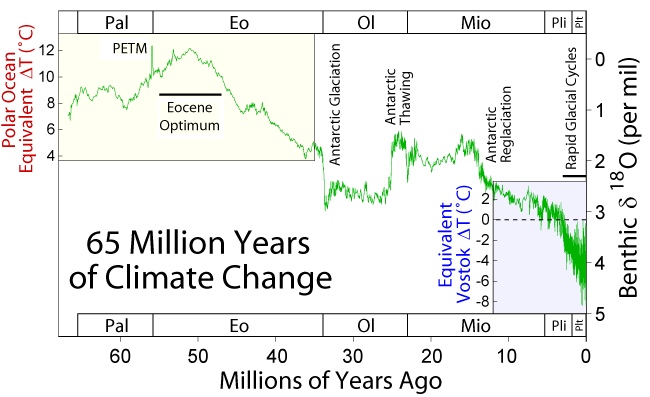
Grafic de la temperatura en els darrers 65 milions d'anys.

El subsòl de l'Oceà Àrtic té un sediment d'uns 8 metres de gruixi s'aprecia el corresponent a Azolla dns pocs mil·límetres corresponents a l'Eocè mitjà.
S'ha estimat la durada d'aquest esdeveniment en 800.000 anys. Coincideix exactament amb una dràstica disminució delsnivells de diòxid de carboni des de les 3500 parts permilió a inicis de l'Eocè fins a les 650 ppm durant l'esdaveniment.

## Efectes mundials
Aquesta planta envaí una extensió de 4.000.000 km² d'oceà durant 800.000 anys, i va reduir el 80% del diòxid de carboni de l'època la qual va iniciar un refredament progressiu des de 13 °C a l'inici de l'Eocè fins als -9 °C de l'actualitat, i la resta del planeta va tenir disminucions similars de la temperatura. Probablement va ser la primera vegada que la Terra va tenir capes de gel en tots dos Pols.